# The Send Brasil
The Send Brasil é um festival de música gospel e movimento cristão multicultural e paraeclesiástico, com foco em universitários e adolescentes, idealizado pelo evangelista Lou Engle. Entre os organizadores estão o Dunamis Movement, Christ for all Nations, JOCUM e Lifestyle Christianity.
Caracterizado por rica infraestrutura, o The Send Brasil mescla apresentações musicais dos Estados Unidos e das mais destacadas do gospel do Brasil, com pregações religiosas de personagens estadunidenses e de evangélicos conservadores brasileiros.

## Etimologia
Em português, significa “Os enviados”, em referência ao “Ide” de Jesus de ir às nações levando a sua mensagem.

## História

### Criação
The Send é um projeto do “The Call Ministries” Ministério O Chamado, criado em 2001, pelo evangelista Lou Engle, fundador da International House of Prayer. O The Call foi uma série de eventos religiosos evangélicos, realizados para jovens em estádios, com shows musicais, orações e pregações religiosas com foco em questões morais. Os eventos de Eagle reuniam centenas de milhares de pessoas com participantes de vários países. Permeado por discursos políticos classificados como conservadores, o The Call alcançou simpatia da Direita Cristã. Matéria do jornal Daily Kos, de 2010, identificou o pregador como “líder de oração não oficial do Partido Republicano.
O The Call agregou grupos evangélicos de diversos países, em 2019, com o objetivo expandir sua atuação para “reevangelizar a América”, cumprindo a missão dada por Jesus Cristo, com a exportação da experiência estadunidense. O projeto foi, então, extinto para a criação do “Lou Engle Ministries”, que criou nova iniciativa, The Send, cujo público-alvo continuam sendo jovens, com foco em alunos de universidades e escolas, considerados dois campos missionários, somados a outros dois: famílias e nações. A estética gospel ganhou força no mercado da música a partir de 2019, com músicos como Kanye West e Jared Leto transformando shows em "cultos".
A ideia do festival nasceu em 2016, no estádio Los Angeles Memorial Coliseum, durante o encontro de Asuza Now. Ele teve início nos Estados Unidos com uma edição realizada em Orlando, na Flórida, em fevereiro de 2019. A cantora brasileira Priscilla participou do evento. Com o plano de expansão para a América Latina, o Brasil foi escolhido como a sede do evento este ano.
O culto-festival é voltado para o publico evangélico e classificado pelos organizadores como um "movimento missionário", promovendo palestras, músicas, pregações, orações e busca por avivamento. A organização é realizada por vários movimentos, sendo o Dunamis Moviment o mais conhecido deles e aquele que une vários jovens de inúmeras igrejas que atuam, principalmente, em universidades. Com o propósito de alcançar vidas, os participantes se encontram em pequenos grupos nos intervalos e compartilham experiências, cantam e oram juntos. Assim, também trazem essa mesma ideia para a conferência The Send Brasil. Porém, com uma proporção muito maior. O The Send conquistou apelo entre os jovens porque misturam cultura pop norte-americana em todas as suas ações.
A primeira edição do The Send no mundo aconteceu em Orlando (EUA) em fevereiro de 2019. O Brasil foi representado pelo Dunamis, liderado pelo pastor Téo Hayashi, que marcou o encontro com a frase: “Chegou a nossa hora, Brasil!”.

### Primeira edição
Em 2020, foi realizado a primeira edição do The Send Brasil, em 8 de fevereiro, em três estádios de futebol lotados (dois em São Paulo e um em Brasília), com venda de ingressos com baixo custo e inscrições on-line. Os eventos, com 12 horas de duração, foram organizados com o apoio do Dunamis Movement, um movimento brasileiro paraeclesiástico originado da JOCUM, cujo alvo é a juventude. O encontro foi realizado com a colaboração de ministérios do Brasil e Estados Unidos, a fim de ativar cada cristão em seu chamado evangelístico em quatro campos missionários: universidades, escolas, vizinhanças e nações.
O evento de Brasília contou com as presenças do Presidente Jair Bolsonaro e da Ministra da Mulher, Família e Direitos Humanos, a Pastora Damares Alves, o que afirmou o caráter e a linha política do projeto. Entre os pregadores americanos estavam Francis Chan, Daniel Kolenda, Bill Johnson, Todd White, Mike Bickle, Heidi Baker, Cindy Jacobs e Benny Hinn. A adoração foi conduzida por músicos como Hillsong Young & Free, Jesus Culture, Jeremy Riddle, Tasha Cobbs e Steffany Gretzinger. Os brasileiros conduziram um momento de adoração e ministração durante uma sessão do The Send, contando com músicos como Priscilla, Brunão Morada, Dunamis Sounds e Zoe Lilly. Entre os pastores estavam André Valadão, Gustavo Paiva e Teófilo Hayashi. Mais de 100 pregadores e cantores se dividiram entre os três locais simultaneamente e reuniram mais de 195 mil pessoas.

## Edições
O evento aconteceu das 10h às 22h no Estádio do Morumbi e Allianz Parque, em São Paulo. No Estádio Mané Garrincha em Brasília, das 09h às 21h.
| Edição | Data                    | Cidade         | Estado           | País   | Local                  |
| ------ | ----------------------- | -------------- | ---------------- | ------ | ---------------------- |
| #1     | 20 de fevereiro de 2020 | São Paulo      | São Paulo        | Brasil | Estádio do Morumbi     |
| #1     | 20 de fevereiro de 2020 | São Paulo      | São Paulo        | Brasil | Allianz Parque         |
| #1     | 20 de fevereiro de 2020 | Brasília       | Distrito Federal | Brasil | Estádio Mané Garrincha |
| #2     | 31 de janeiro de 2026   | Recife         | Pernambuco       | Brasil | Arena Pernambuco       |
| #2     | 31 de janeiro de 2026   | Belém          | Pará             | Brasil | Mangueirão             |
| #2     | 31 de janeiro de 2026   | Belo Horizonte | Minas Gerais     | Brasil | Arena MRV              |